# Jules Thorn
Sir Jules Thorn (* 6. Februar 1899 in Wien; † 12. Dezember 1980 in Westminster) war ein britischer Unternehmer und Gründer von Thorn Electrical Industries.
Sein Vater Leon Thorn war Direktor einer Versicherungsgesellschaft.
Nach dem Ersten Weltkrieg, in dem er in der österreichischen Armee gedient hatte, studierte Jules Thorn an der Handelshochschule in Wien. Als Vertreter eines österreichischen Lampenherstellers ging er nach England. Als die Firma 1926 in finanzielle Schwierigkeiten geriet, gründete er sein eigenes Handelsunternehmen Electric Lamp Service Company, zunächst als Importeur von ungarischen Lampen. Als der Import zwei Jahre später von der Regierung unterbunden wurde, gründete er eine eigene Produktion unter der Marke Atlas. Sein Unternehmen wuchs bis 1936 zum größten Elektrogeschäft des Landes und wurde dann in Thorn Electrical Industries umbenannt. 1964 schlug man ihn zum Knight Bachelor.
1928 heiratete er Dorothy Olive Tanner, mit der er einen Sohn und eine Tochter hatte. 1971 heiratete er Jean Norfolk.
Er war auch ein erfolgreicher Pferdezüchter und gewann 1972 das 2,000 Guineas Stakes auf dem Newmarket Racecourse.
1976 zog er sich als Vorsitzender zurück. Als Philanthrop unterstützte er viele medizinische und schulische Einrichtungen. Der Sir Jules Thorn Charitable Trust wurde von seiner Tochter Ann Rylands († Mai 2009) geleitet.

## Belege
1. ↑  http://www.gracesguide.co.uk/Jules_Thorn
2. ↑  http://www.napit.co.uk/viewus/infobank/horse_races/g1_flat_races_uk/two_thousand_guineas.php
3. ↑  http://www.julesthorntrust.org.uk/
4. ↑  Archivierte Kopie (Memento des Originals vom 2. Dezember 2015 im Internet Archive)  Info: Der Archivlink wurde automatisch eingesetzt und noch nicht geprüft. Bitte prüfe Original- und Archivlink gemäß Anleitung und entferne dann diesen Hinweis.

| Personendaten    | Personendaten          |
| ---------------- | ---------------------- |
| NAME             | Thorn, Jules           |
| KURZBESCHREIBUNG | britischer Unternehmer |
| GEBURTSDATUM     | 6. Februar 1899        |
| GEBURTSORT       | Wien                   |
| STERBEDATUM      | 12. Dezember 1980      |
| STERBEORT        | Westminster            |